# 梵天拖鞋蘭
梵天拖鞋蘭 （学名：Paphiopedilum × fanaticum），為原生於中國的兩種世界珍稀「銘花」硬葉兜蘭（台灣習稱玉女拖鞋蘭）與麻栗坡兜蘭天然雜交孕育而成的一種珍稀兜蘭屬物種。植株型態與花形花色等特質近於二親本物種，因此中國大陸稱其為
硬葉麻栗坡兜蘭。由於二親本之生態環境與生長海拔高度相當一致，形成彼此天然雜交的可能性。
如同親本麻栗坡兜蘭，梵天兜蘭最早也是在中國雲南被發現。中國廣西壯族自治區平南縣從事拖鞋蘭研究及栽培的趙木華為最早發現人。1992年，由植物學家哈羅德·克帕維茨（1940-）和長川谷直人（Norito Hasegawa）共同描述，並命名為 Paphiopedilum × fanaticum。
由於兜蘭本身成長速度緩慢，再加上人為過度採摘，至今野生硬葉兜蘭與麻栗坡兜蘭都已難見蹤影。野生梵天兜蘭則更為罕見。一般市面所見應該都是由人工進行雜交培育而成。

## 圖片

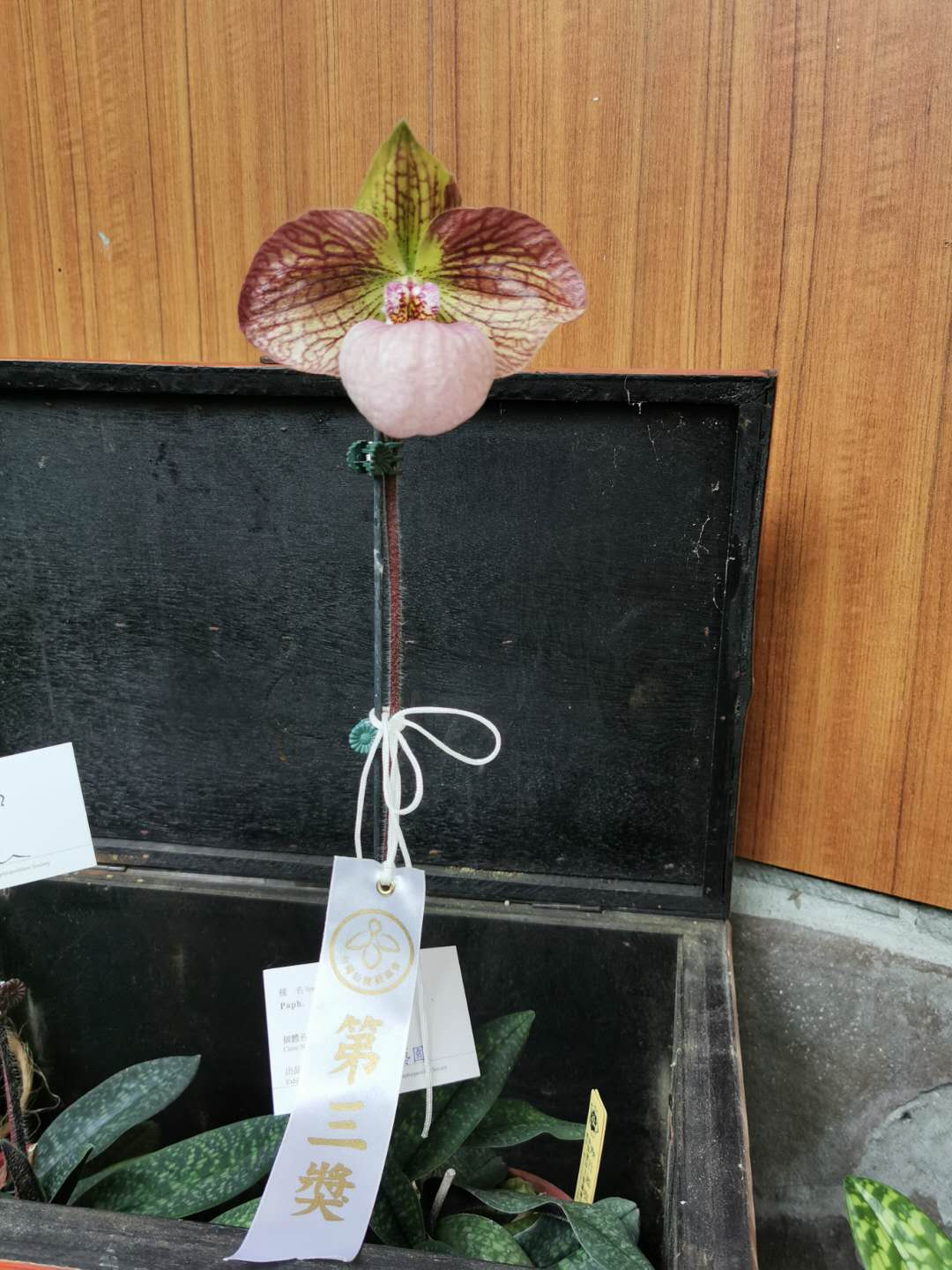
2020台灣仙履蘭協會比賽得獎作品
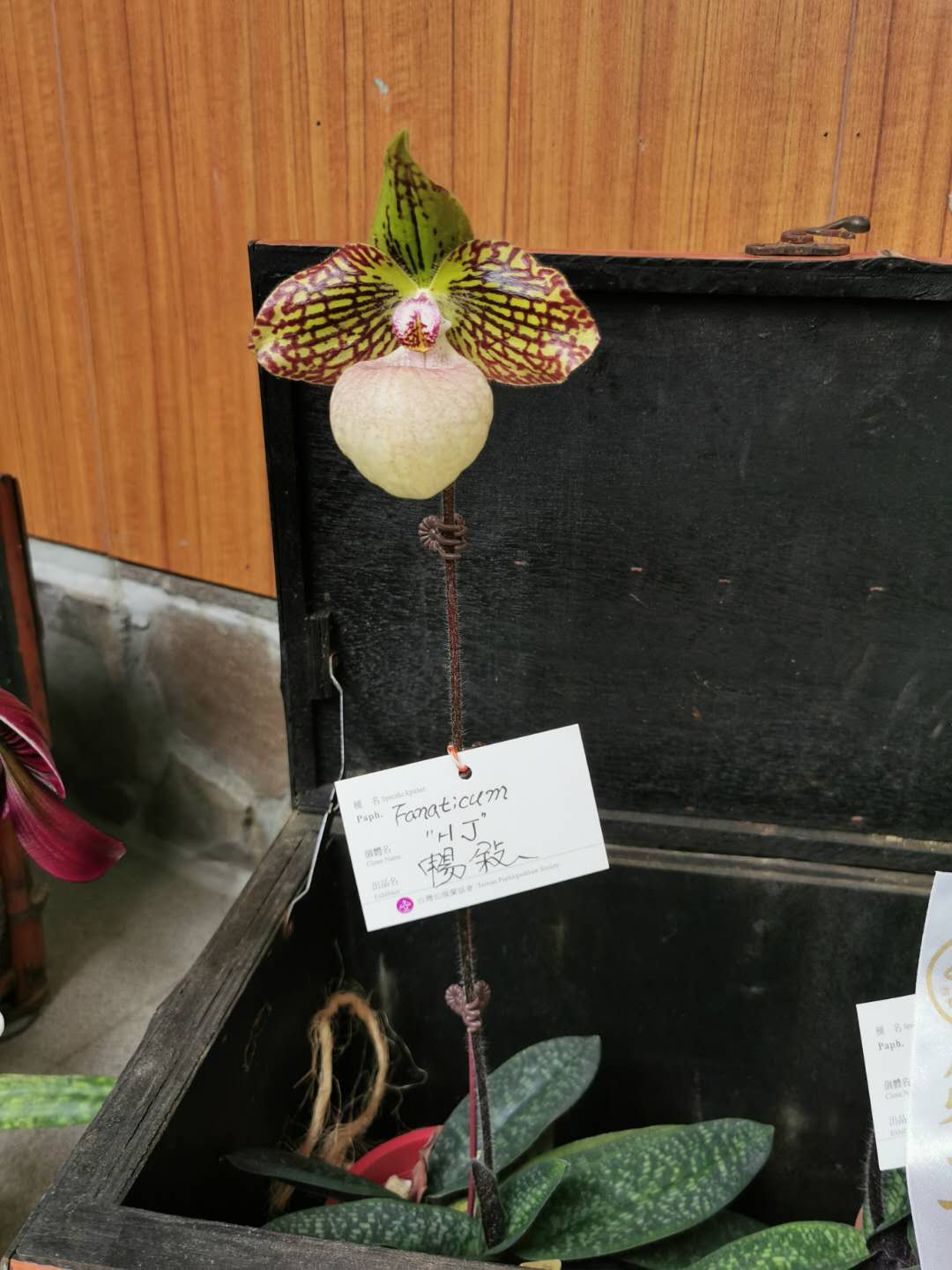
2020台灣仙履蘭協會比賽參賽作品
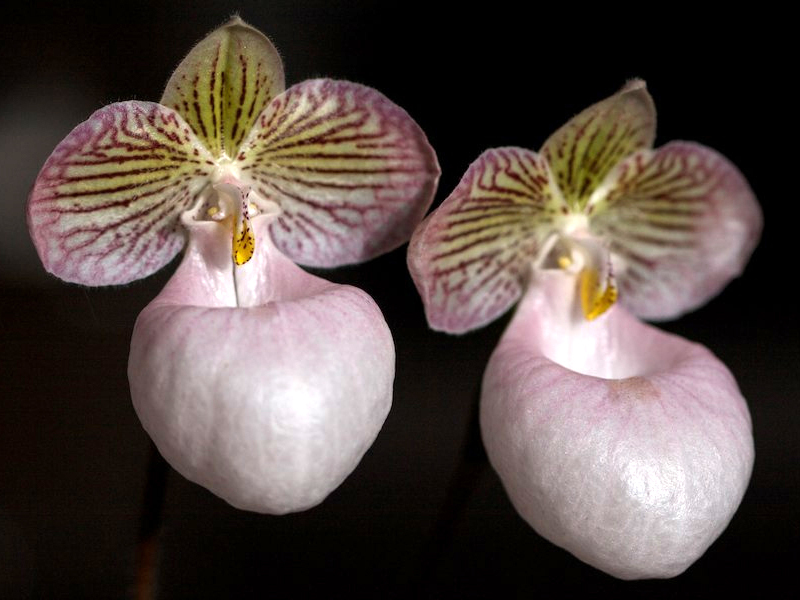
硬叶兜兰
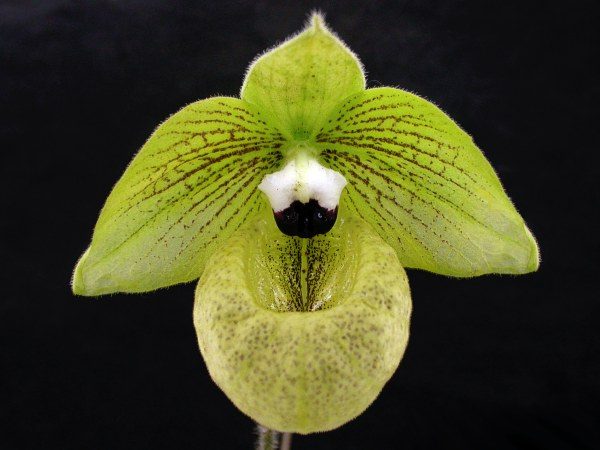
麻栗坡兜兰

## 延伸阅读
- 維基物種上的相關：梵天拖鞋蘭
- 维基共享资源上的相關多媒體資源：梵天拖鞋蘭